# Cochran (krater)
För andra betydelser, se Cochran.
Cochran är en nedslagskrater med en diameter på 100 kilometer, på planeten Venus. Cochran har fått sitt namn efter den amerikanska flygpionjären Jacqueline Cochran.